# Грюндиг, Карл
Карл Грюндиг (нем. Carl Gründig) (12 сентября 1852, Дрезден – 9 октября 1913) – придворный (королевский) оружейник из Дрездена, изобретатель, торговец оружием.
   «C.Gründig» - оружейная компания, основанная в 1890 году Карлом Грюндиком в городе Дрезден, Германия. 

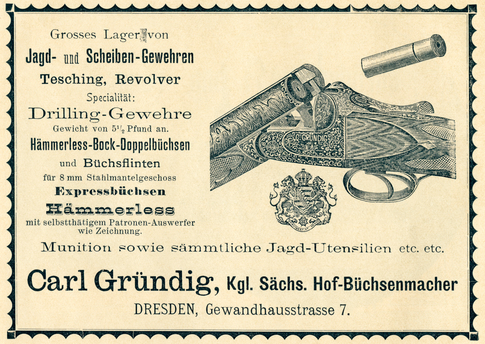
Карл Грюндиг

## Биография
Карл Грюндиг  родился 12 сентября 1852 года в городе Дрезден, Германия (Саксония). Учился на оружейника с 1868 года, став мастером оружейного дела в 1876 году.  В 1890 году стал владельцем собственного оружейного бизнеса, основав фабрику «C.Gründig», Dresden, Gewandhausstrasse,7 (Дрезден, Гевандхаусштрассе,7) по производству стрелкового оружия, которая существовала  до начала февраля 1945 года, пока Дрезден не подвергся бомбардировке союзниками.

## Карьера оружейника
В первые годы работы фабрики «C.Gründig», Карл Грюндиг покупал комплектующие ружей, сделанные в Бельгии, а также в Зуле (Германия), так как в это время у него не было соответствующего оборудования, чтобы производить эти детали на своей фабрике.  Также, он заказывал полностью готовые ружья и делал на них гравировку своего имени. В 1893-1896 годах фабрика была полностью оснащена необходимыми станками и оборудованием для осуществления полного цикла выпуска огнестрельного оружия. В 1899 – 1900 гг. Грюндиг получил несколько патентов на оружейную технологию, в том числе патент № 108122 от 1899/1900 г. на собственный затворный механизм.

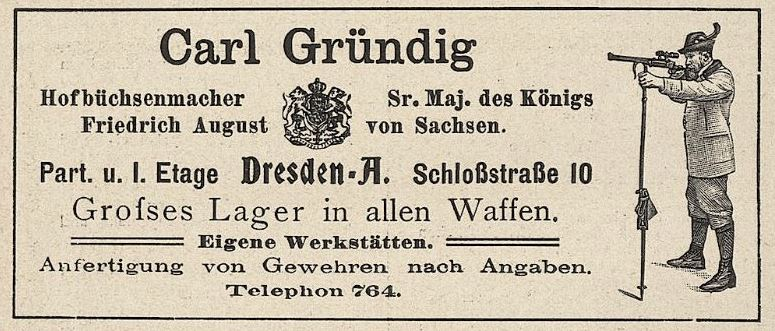
Грюндиг Карл

Его величествами Альбертом Саксонским (нем. Albert von Sachsen; 23 апреля 1828, Дрезден — 19 июня 1902, Сибилленорт — король Саксонии c 29 октября 1873 года), Георгом Саксонским  (нем. Georg von Sachsen, 8 августа 1832 г., Дрезден — 15 октября 1904, Пильниц — король Саксонии с 19 июня 1902 года) и Фридрихом Августом III (нем. Friedrich August Johann Ludwig Karl Gustav Gregor Philipp von Sachsen; 25 мая 1865, Дрезден — 18 февраля  1932, Щодре, Нижнесилезское воеводство — наследный принц Саксонии с 19 июня 1902 по 15 октября 1904 года, последний король Саксонии с 15 октября 1904 по 13 ноября 1918 года) Карл Грюндиг был назначен Королевским Саксонским придворным оружейником (Königlich Sächsischer Hofbüchsenmacher) при королевском дворе Саксонии. После этого на всём его оружии и фирменном бланке значилось только название Hofbüchsenmacher (придворный оружейник). 

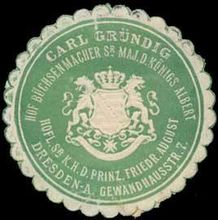
Печать Карла Грюндига

Наибольшего расцвета Саксония (и Дрезден, как её столица) достигла в начале XVIII века при Августе Сильном, который извлекал огромные доходы из управления Речью Посполитой. При нём трудами Пёппельмана и других придворных мастеров центр Дрездена приобрёл знакомый облик в стиле барокко.
В XVIII веке Саксония претендовала на ведущую роль среди немецких княжеств и вела постоянные войны с Пруссией. Во время Семилетней войны Дрезден был захвачен и долгое время удерживался войсками прусского короля Фридриха II. Эта оккупация нанесла большой урон городу, в частности в 1760 году была разрушена Кройцкирхе.
В результате наполеоновских войн Саксония понесла огромные территориальные потери, значение Дрездена в политических делах Европы снизилось, но он по-прежнему считался одним из крупнейших культурных центров.
Хотя титул придворного оружейника приобретался за годовую плату и также зависел от правильных политических связей, это давало  Грюндигу  престиж и привлекало новых видных клиентов. Дрезден был столицей и королевским городом Саксонии и привлек многих оружейников с момента основания гильдии оружейников в 1545 году, в том числе оружейников из Зуля. Некоторые из лучших ружей Gruendig Patentfinest, произведенных в Зуле, были изготовлены для двора в Дрездене.

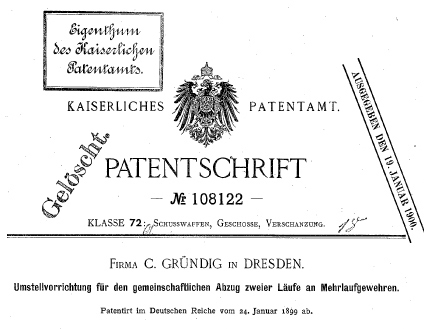
Патент Карла Грюндига

Карл Грюндиг  также известен своими патронами конца XIX века. Имя Gründig ассоциируется с набором из четырех патронов, каждый из которых использует один и тот же диаметр основания гильзы 12,5 мм. Известно, что существуют экземпляры под названием «H.UTENDOERFFER NURNBERG», и все эти калибры сегодня достаточно редки. Патроны  10.75 мм. Gründig:  10,75x45R (GSP1); 10,75x52R (GSP2);  10,75x60R (GSP3); 10,75x65R (GSP4). Также патроны без закраины  9,3x63G (M56) и 10,75x63G (M57), иногда называют Gründig, но ни где не подтверждено, имел ли Грюндиг какое-либо отношение к появлению этих патронов.
Карл Грюндиг скончался в 1913 году, и после его смерти фабрикой управляли его сыновья - Макс и Хьюго Грюндиги. После Первой мировой войны (1914 г.- 1918 г.) два сына вели бизнес в основном как розничный магазин и мастерская по обслуживанию проданного ими оружия. Фирма и магазин охотничьих товаров располагались в центре Дрездена на Шлоссшрассе 10. Также продавали карабины «Mauser» с оптикой и без и были официальными представителями «Sauer».
В 1916 году компания стала представителем оружейных мастеров Георга Тешнера и Карла Вильгельма Теодора Коллата в Саксонии. 

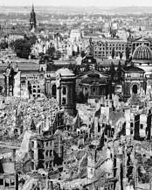
Фото Дрездена, разрушенного американской авиацией

Мастер-оружейник Георг Тешнер (Georg Teschner) был отличным стрелком и толковым оружейным разработчиком-изобретателем. Свою фирму по производству оружия и патронов он основал в 1838 г. во Франкфурте-на-Одере ().  25 апреля 1871 года Георг Тешнер и оружейник Карл Вильгельм Теодор Коллат (Carl Wilhelm Theodor Collath), работавший с мастером с 1859 года, стали партнёрами. Позднее, после смерти мастера, в 1875 году, Вильгельм Коллат стал её владельцем.
Фабрика «C.Gründig» и розничный магазин работали до начала февраля 1945 года, когда Дрезден подвергся крупномасштабной бомбардировке. С 13 по 14 февраля 1945 года центр города был полностью разрушен в результате серии ударов английской и американской авиации.